# Solo (película de 2013)
Solo es el nombre de una película argentina de drama-erótico de 2013 escrita y dirigida por Marcelo Briem Stamm.

## Sinopsis
Manuel es un joven diseñador que vive en un apartamento, es gay y está solo y aburrido. A través de las redes sociales y por teléfono después, se pone en contacto con Julio. A partir de la insistencia de este último deciden encontrarse en la calle. Manuel parece de clase media alta y Julio un joven algo más marginal, con un estilo menos amanerado. Ellos van a la casa de Manuel, donde conversan sobre la dolorosa relación recién rota entre él y Horacio, su anterior pareja, para luego vivir una noche de sexo, afecto, conocimiento y algunas intrigas entre lo dicho y lo callado. Muchos pequeños detalles van llevando la trama hacia una historia de suspenso alejada de la aparente clave de la película.

## Reparto
- Patricio Ramos como Manuel.
- Mario Verón como Julio.
- Carlos Echevarría como Horacio.
- Laura Agorreca como Vicky.
- Mike Zubi como Maxi.